# Доброхотов Микола Федорович
Микола Федорович Доброхотов (22 травня 1879 — 6 жовтня 1938) — радянський політичний діяч, народний комісар праці Української СРР. Кандидат у члени ЦК КП(б)У (квітень 1923 — травень 1924).

## Біографія
Народився 22 травня 1879 року в селі Рождествено Ярославської губернії в родині сільського священика. Закінчив Ярославську духовну семінарію. Працював учителем в Спас-Кіпріановській школі В'ятської волості. Активно вів антиурядову пропаганду серед селян, що призвело до доносу і звільненню, після чого в 1905 році був переведений в Заозерську школу Угличського повіту. В 1906 році вступив в РСДРП (більшовик). З 1910 по 1913 працював учителем в Пермській губернії. З 1915 проходив службу в армії в Ярославлі рядовим 211-го запасного піхотного полку. Після Лютневої революції почав активну політичну діяльність, став впливовим депутатом в Ярославській раді солдатських депутатів. В травні 1917 року очолив губернське бюро совєтов. В серпні увійшов до складу міського комітету по охороні революції, який розпустив офіцерські організації, розформував ударні батальйони, змістив начальника гарнізону. У вересні 1917 року як представник від Ярославля був присутній на нараді ЦК партії більшовиків, на якій розглядалося питання про перехід влади в руки совєтов. В жовтні 1917 року знаходився в Петрограді, брав участь в роботі II Всеросійського з'їзду совєтов. 04.11.1917 обраний головою виконкому Ярославського міського совєта. Одночасно з 10 листопада став тимчасовим комісаром гарнізону. В лютому 1918 на засіданні об'єднаного з'їзду совєтов губернії був обраний головою губернського виконкому. За декілька днів до початку антибільшовицького повстання в Ярославлі був звільнений з посади. У вересні 1918 року очолив Тутаєвський повітовий комітет партії і став членом виконкому повітового совєта. Делегат VIII з'їзду партії. В березні 1919 року був викликаний в розпорядження ЦК РКП(б). З липня 1919 працював в Ярославлі як представник ЦК з широкими повноваженнями в зв'язку з численними повстаннями селян губернії. З серпня 1919 по лютий 1920 року — член Революційної військової ради запасної армії РСЧА в Казані.
За рішенням ЦК РКП(б) у березні 1920 року був направлений в Україну. Очолив Херсонський повітовий виконком (революційний комітет), займався створенням укріпрайону для попередження прориву білогвардійців Врангеля на правий берег Дніпра, був членом виконавчого комітету Миколаївської губернської ради, головою виконавчого комітету Запорізької губернської ради (в 1921 році). З вересня 1921 по вересень 1922 року працював головою Катеринославської губернської ради профспілок, головою Катеринославської губернської комісії з чистки та перевірки членів КП(б)У, був членом президії виконавчого комітету Катеринославської губернської ради. З липня по вересень 1922 року — відповідальний секретар Кременчуцького губернського комітету КП(б)У. З листопада 1922 по серпень 1923 року — відповідальний секретар Подільського губернського комітету КП(б)У.
З серпня 1923 по серпень 1924 року — народний комісар праці Української СРР і одночасно очолював центральну комісію по боротьбі з безробіттям. Член Всеукраїнського центрального виконавчого комітету ВУЦВК.
З вересня 1925 по лютий 1926 року працював у губернському комітеті ВКП(б) у Чимкенті (Казакська АРСР), де досліджував політичний стан губернії. У березні 1926 року був знову викликаний до Москви та призначений головою правління Центрального Союзу картопляної кооперації «Союзкартопля». У березні 1929 захворів на туберкульоз і по інвалідності вийшов на пенсію. Жив в селі Верхній Починок Березняківського сільсовєта Данилівського повіту. Брав участь в організації колгоспу «Зоря», добився закриття церкви і створення механізованого млина. Збирав матеріали про придушення Ярославського антибільшовицького повстання для редакції «Історії громадянської війни».
Заарештований в 1938 році. 6 жовтня 1938 року страчений за вироком Військової колегії Верховного Суду СРСР.